# ボスコリ事件
ボスコリ事件は、1513年2月にフィレンツェ共和国で発覚した、メディチ家の要人を殺害しようとした陰謀事件。
メディチ家嫌いで有名なパオロ・ボスコリという若者がポケットから1枚の紙を落としたことから始まり、その紙には20人近い人物の名前が書き連ねてあり、フィレンツェ共和国の警察にある「八人委員会」に届けられた。八人委員会はパオロ・ボスコリとその親友アガスティーノ・カッポーニを逮捕、拷問にかけ反メディチの陰謀計画を自白させ、3日後ボスコリとカッポーニを斬首、ニコロ・ヴァローリを地下牢に2年繋ぐとした。
この20人近い人物の中には『君主論』の著者ニッコロ・マキャヴェッリも含まれ、彼も地下牢に繋がれ、拷問を受ける結果となった。
主犯2人は「メディチ家の男たちを殺し、暴政からフィレンツェを救う目的であった」と自白したが「紙片に列記された人名は、陰謀加担者ではなく、加担者になりうる人々の名前であるにすぎない」と語っており、マキャヴェッリが加担していなかったことはほぼ確実視されている。